# Deellanden
De Deellanden is een voormalig waterschap in de provincie Groningen, ook bekend als de Woldinga's polder. Het schap werd aanvankelijk Waterschap over de gronden van K.J. Woldinga genoemd.
Het polder was gelegen ten oosten van Onderdendam en was omsloten door het Boterdiep aan de noordzijde, het Hooimaar aan de oostzijde, het Kromme Kardingermaar aan de zuid- en westzijde.
In 1855 werd het waterschap opgericht na de aanvraag van J.D. Huizinga om een molen te stichten. Kennelijk is dat nooit gebeurd, want in 1866 vraagt K.J. Woldinga opnieuw een vergunning aan om een kleinere oppervlakte (25 ha) binnen hetzelfde gebied te mogen bemalen. Ook deze molen werd niet gebouwd, maar in 1867 er werd wel een molen aan het Kardingermaar geplaatst, die het gehele gebied bemaalde. De molen stond 150 m westelijk van het punt waar de Fraamweg van het maar afbuigt. Deze molen is omstreeks 1928 afgebroken en vervangen door een gemaaltje met de aanduiding Driestenborg. In 1938 werd de vergunning voor het hebben van het gemaal ingetrokken, waardoor het waterschap formeel ophield te bestaan.
Waterstaatkundig gezien ligt het gebied sinds 1995 binnen dat van het waterschap Noorderzijlvest.